# Железнодорожный транспорт на Марианских островах

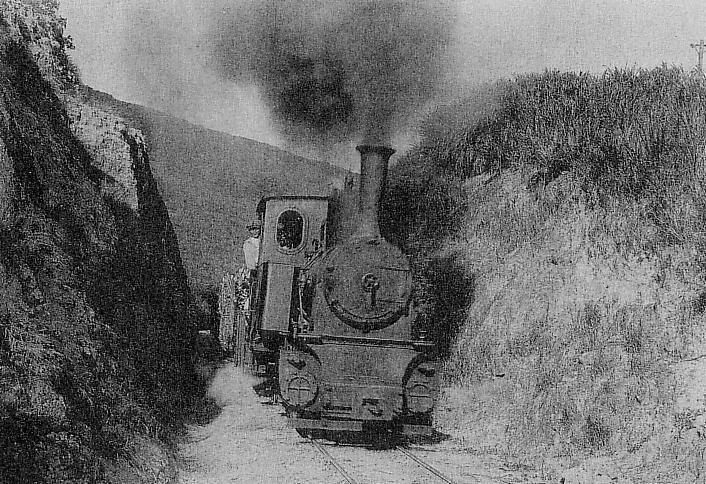
Узкоколейный поезд, Сайпан

Железнодорожный транспорт на Марианских островах был создан для перевозки сахарного тростника и военных грузов по узкоколейным железным дорогам.

## Сайпан

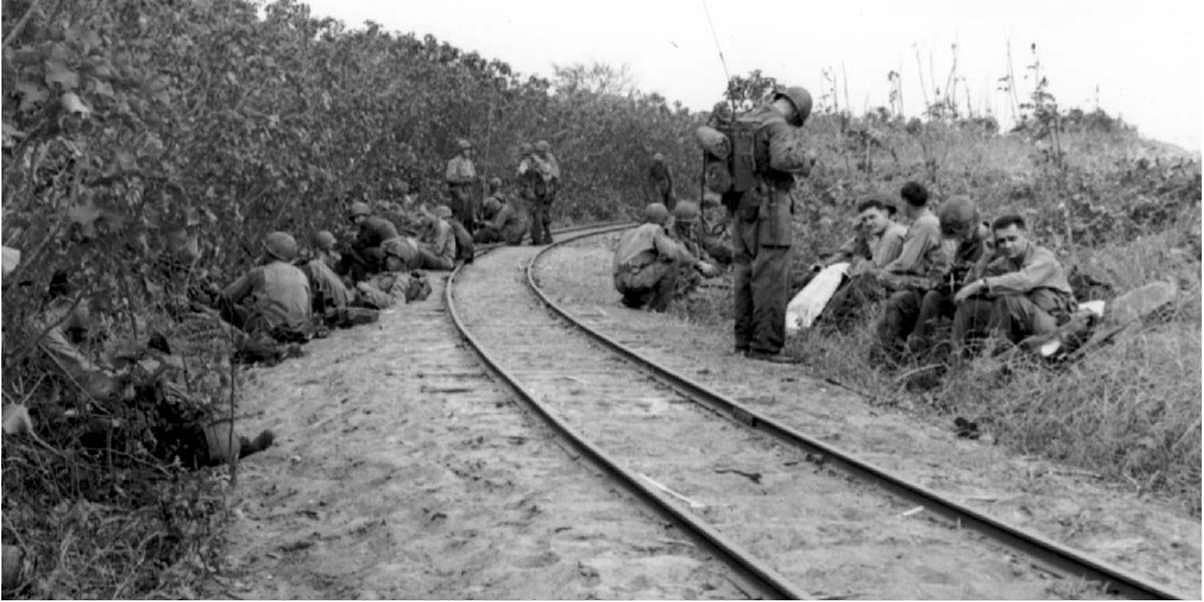
Морские пехотинцы отдыхают на узкоколейной железной дороге. Сайпан, июль 1944 года

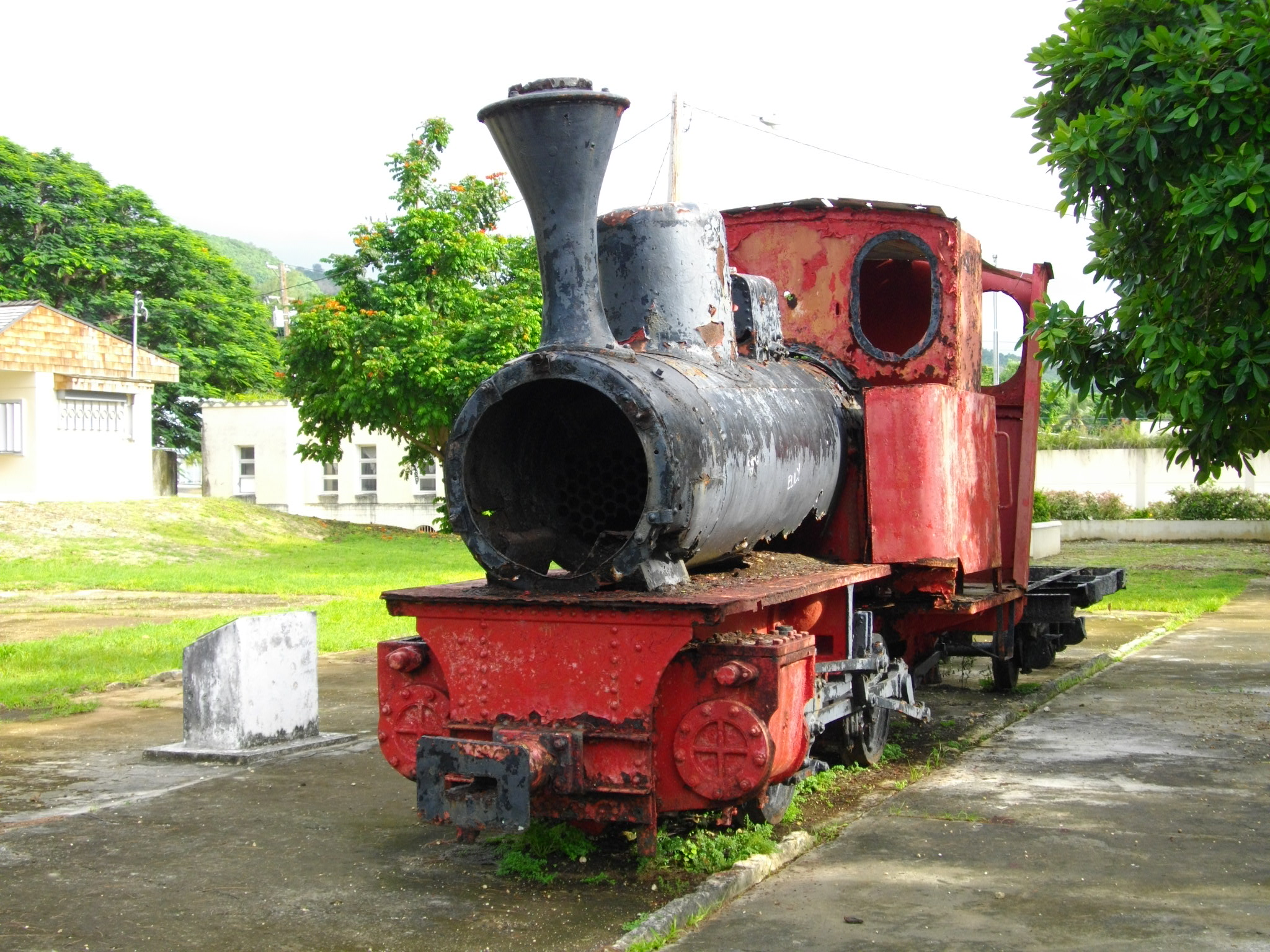
Паровоз в "Sugar King Park", Сайпан

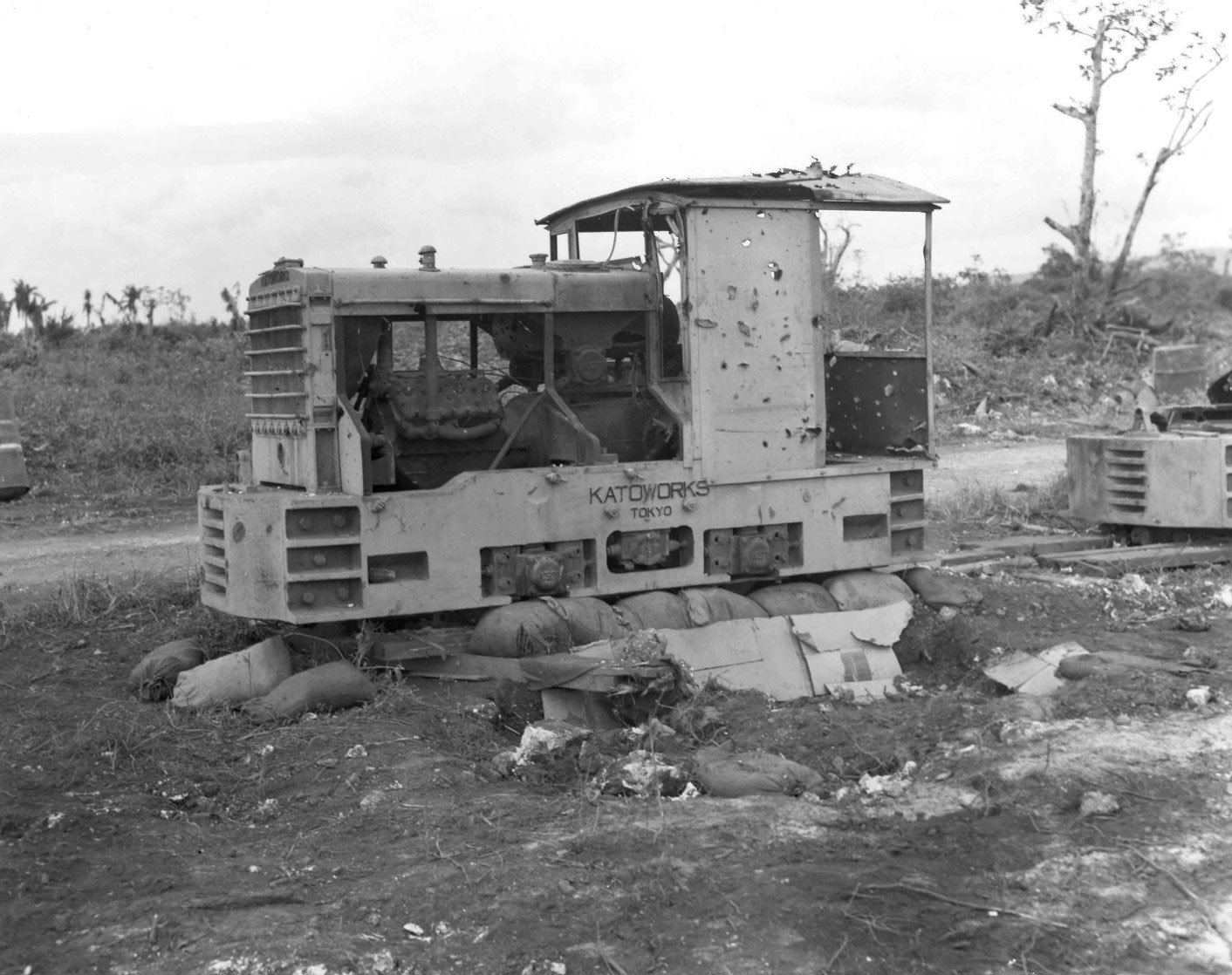
Японский узкоколейный железнодорожный локомотив на аэродроме полуострова Ороте. Гуам, Марианские острова, 5 октября 1944 г.

Японский бизнесмен Харуджи Мацуэ, в 1920-х годах открыл фермы по выращиванию сахарного тростника и проложил узкоколейные железные дороги на острове Сайпан для удобной перевозки товара. Узкоколейная железная дорога с шириной колеи 760 мм ( 2 фута 15 ⁄ 16  дюйма) почти окружил остров Сайпан и использовался японцами для перевозки сахарного тростника, а позже и для перевозки военных грузов.
После взятия острова американскими войсками, эксплуатацию железной дороги от Чалан-Каноа до аэродрома Аслито взяло на себя военно-строительное подразделение Seabees. Лейтенант-коммандер Уильям Г. Бирн настоял на повторном использовании железной дороги после взятия территорий под контроль армией США, после того как увидел её ещё во время разведке. Отступающая японская армия практически никак не испортила ни пути, ни подвижной состав. Seabees получили в своё пользование девять локомотивов, два из которых не подлежат ремонту.
В конце июля 1944 года объем перевозок составлял 150 тонномиль (240 тоннокилометров) в сутки. Однако некоторые железнодорожные линии были заменены на дорожное полотно. Два паровоза были модифицированы для стерилизации мусорных баков. Позже, один локомотив, в качестве исторического памятника, был установлен в парке "Sugar King Park" в Гарапане.

## Рота и Тиниан
К 1925 году Мацуэ построил на Сайпане спиртовой завод и завод по производству льда (NKK). Впоследствии он основал подобные предприятия на соседних островах Рота и Тиниан. Каждая из плантаций имела свою собственную сеть узкоколейных железных дорог. Но в ходе Второй Мировой Войны строения были разрушены и больше не открывались. В качестве реликвии, на острове Рота был сохранён локомотив былой узкоколейной дороги.

## Гуам
Два японских узкоколейных тепловоза были установлены на деревянные балки на аэродроме на полуострове Ороте на Гуаме 5 октября 1944 года.
Во время высадки американских войск они использовались как укрытия и поэтому были серьезно повреждены. Неизвестно, использовались ли они ранее до высадки американских войск. На картах того периода времени на полуострове железнодорожных путей обозначено не было.